# Roussin
Roussin ist eine Rotweinsorte. Sie wird in kleinen Mengen im östlichen Teil des italienischen Aostatal in der Gemeinde Arnad angebaut. Nach von José Vouillamoz durchgeführten Gen-Analysen handelt es sich vermutlich um eine wahrscheinlich natürliche Kreuzung zwischen Rouge du Pays (Cornalin du Valais, Walliser Cornalin) und einer unbekannten Sorte. Sie war auch ein natürlicher Kreuzungspartner der im Schweizer Wallis angebauten Sorte Durize.

## Herkunft
Roussin gehört zu einer Gruppe von Rebsorten, die sich in der geographischen Insellage der Alpenregionen Italiens und des Wallis in der Schweiz halten konnten. Zu dieser Gruppe gehören die folgenden Sorten:
- Rotweinsorten: Bonda, Cornalin d’Aoste, Cornalin du Valais, Crovassa, Durize, Eyholzer, Fumin, Goron de Bovernier, Mayolet, Ner d’Ala, Petit-Rouge, Prëmetta/Prié rouge, Roussin, Roussin de Morgex, Vien de Nus, Vuillermin.
- Weißweinsorten: Completer, Himbertscha, Humagne Blanche, Lafnetscha, Petite Arvine, Planscher, Prié Blanc, Resi.

## Synonyme
Rousi, Roussi

## Abstammung
Cornalin du Valais x unbekannte Sorte

## Phänologische Werte
Die Werte wurden zwischen 1994 und 1998 im Ortsteil Moncenis auf einer Höhe von 750 m ü. NN in einem steilen Weinberg mit südlicher Ausrichtung erhoben:
- Austrieb: 10. April (→ BBCH-Skala für Weinreben)
- Blüte: 13. Juni
- Reife: 5. September
- Ernte: 25. Oktober